# Karonga
Karonga – piąte co do wielkości miasto w Malawi; w Regionie Północnym, na zachodnim brzegu jeziora Niasa; 61,6 tys. mieszkańców (2018). Przemysł spożywczy, odzieżowy.